# SN 1997D
SN 1997D é uma supernova do tipo II que foi descoberta pela astrônoma e astrofísica brasileira Duília de Mello em 14 de janeiro de 1997, durante uma observação no Chile no observatório ESO a partir do telescópio de 1,52m em La Silla.

## Localização
A SN 1997D fica localizada a 11' leste e 43" sul do núcleo da galáxia NGC 1536.